# Stefan Zajc
Stefan Zajc (ur. ?, zm. 1 stycznia 1919 w Lublinie) – sierżant pilot Wojska Polskiego.
Służył od chwili przejęcia od Austriaków lotniska i samolotów w Lublinie 5 listopada 1918 roku. Przydzielony najpierw do Oddziału Lotniczego w Lublinie. Później do nowo formowanej przez mjr. pil. Jerzego Syrokomla-Syrokomskiego 2 eskadry wywiadowczej w Lublinie. Zginął 1 stycznia 1919 w czasie lotu na samolocie Rumpler C.IV. Był trzecim polskim pilotem, który zginął w niepodległej Polsce.